# Marek Biegalski
Marek Biegalski (ur. 13 sierpnia 1957 w Legionowie) – polski poeta i prozaik. Z wykształcenia filolog.

## Życiorys
W 1977 ukończył I Liceum Ogólnokształcące im. Marii Skłodowskiej-Curie w Starogardzie Gdańskim. Studia magisterskie na wydziale filologicznym Uniwersytetu Łódzkiego, na kierunku Filologia polska, które ukończył w 1983. Następnie podjął podyplomowe studia z zakresu religioznawstwa na Wydziale Filozofii i Socjologii Uniwersytetu Warszawskiego, ukończone w 1985. Jest także absolwentem studium dziennikarstwa na Wydziale Dziennikarstwa i Nauk Politycznych Uniwersytetu Warszawskiego (1992). Należy do gdańskiego oddziału Stowarzyszenia Dziennikarzy Rzeczypospolitej Polskiej. Mieszka w Starogardzie Gdańskim.

## Twórczość literacka
- Godzina smutku[3], Jastrzębie-Zdrój, 2012
- Bardzo rzadkie nieporozumienie, Jastrzębie-Zdrój, 2012
- Mozaika, Jastrzębie-Zdrój, 2013
- „Bardzo rzadkie nieporozumienie oraz inne kompozycje poezją i prozą konstruowane[4], Warszawa 2015
- Wokół słowa, Warszawa 2017
- Z pozoru na przekór, Warszawa 2018[5]

## Nagrody i stypendia
- Dwukrotny Stypendysta Prezydenta Miasta Starogard Gdański
- Nominowany do nagrody „Kociewskie Pióro 2012”
- Laureat „Kociewskiego Pióra 2013”[6]